# Felintensitet
Felintensitet, z(t), är en funktion av drifttiden av en teknisk komponent (eller system) och anger ett mått på antal förväntade fel under en specifik tidsperiod då systemet är i drift (exempelvis fel/år). Om felintensiteten är konstant över tiden brukar den anges som λ.

## Funktion för systemets tillstånd
Antag ett system (eller komponent) som antingen är i funktion eller ur funktion. Låt den tidsberoende funktionen för systemets tillstånd vara X(t), där:
{\displaystyle X(t)={\begin{cases}1,&{\mbox{i funktion}}\\0,&{\mbox{ur funktion}}\end{cases}}}

## Definition av felintensitet
{\displaystyle {\mbox{Felintensiteten }}z(t)={\frac {f(t)}{R(t)}}={\frac {F'(t)}{1-F(t)}}}
F(t) är systemets fördelningsfunktion och anger sannolikhet att komponenten/systemet har felat vid tiden t, f(t) är täthetsfunktion (derivatan av F(t)). Överlevnadsfunktionen, R(t), är sannolikheten att systemet/komponenten är hel vid tiden t, dvs. R(t)=1-F(t).
Om felintensiteten är konstant gäller: {\displaystyle {\mbox{Felintensiteten}}={\frac {\mbox{antal fel under tidsperiod}}{\mbox{total tid i funktionstillstånd}}}={\frac {\mbox{1}}{\mbox{MTTF}}}}, där MTTF är medeltid till fel.

## Badkarskurvan

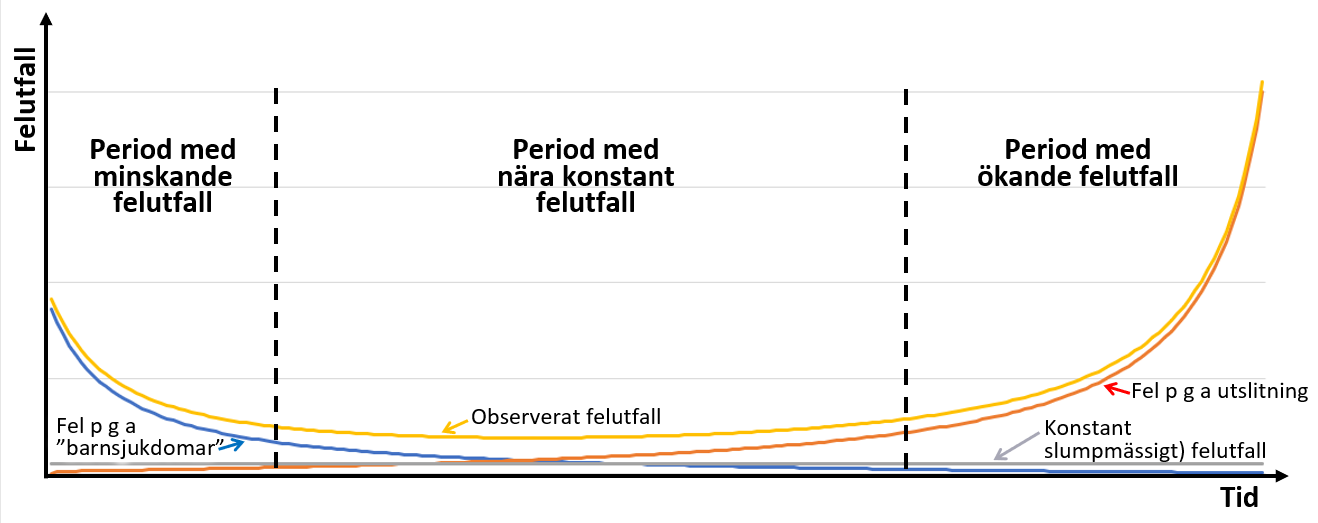
Badkarskurvan

Ett vanligt antagande är att ett tekniskt system har tre faser:
1. Inkörningsperiod, med många barnsjukdomar och hög felintensitet som successivt sjunker.
2. En stabil period med en låg konstant felintensitet.
3. Ett slutskede när systemet börjar nå slutet av sin tekniska livslängd

Genom underhåll kan ofta den andra fasen förlängas, se exempelvis RCM

## Skillnaden mellan felintensitet och felfrekvens
Felintensitet är inte detsamma som felfrekvens f(t), där reparationstiden tas med: {\displaystyle f(t)={\frac {\mbox{antal fel under tidsperiod}}{\mbox{total tid}}}={\frac {\mbox{1}}{\mbox{MTBF}}}={\frac {\mbox{1}}{\mbox{MTTF + MDT}}}}. 
Ett vanligt antagande är att MTTF >> MDT, vilket ger att z(t)≈ f(t).